# Klina
Klina (v srbské cyrilici Клина, albánsky  Klinë) је město v západní části Kosova. Nachází se na ústí stejnojmenné řeky do Bílého Drinu, na silničním i železničním tahu, spojujícím Prištinu a Peć. Vede odsud rovněž i odbočka do Prizrenu.
V roce 2011 měla 5542 obyvatel. U nedaleké obce Drsnik byly v roce 2013 nalezeny archeologické pozůstatky římského osídlení.